# 葉千子
葉千子（ばちこ）は、日本の男子プロレスラー。ただし所属する女子プロレス団体「LLPW」での扱いは女子プロレスラー。本名は非公開。

## 経歴
風間ルミがプロデュースした女子プロレス界初のゲイ「グラマーエンジェルス」を麗香と共に結成する。
2012年、麗香と共にプロレスリングWAVE芸能部所属選手となる。